# Albanella
Albanella (SA) là một đô thị (comune) thuộc tỉnh Salerno trong vùng Campania của Ý. Albanella (SA) có diện tích km2, dân số là người (thời điểm ngày).